# Pouya Air

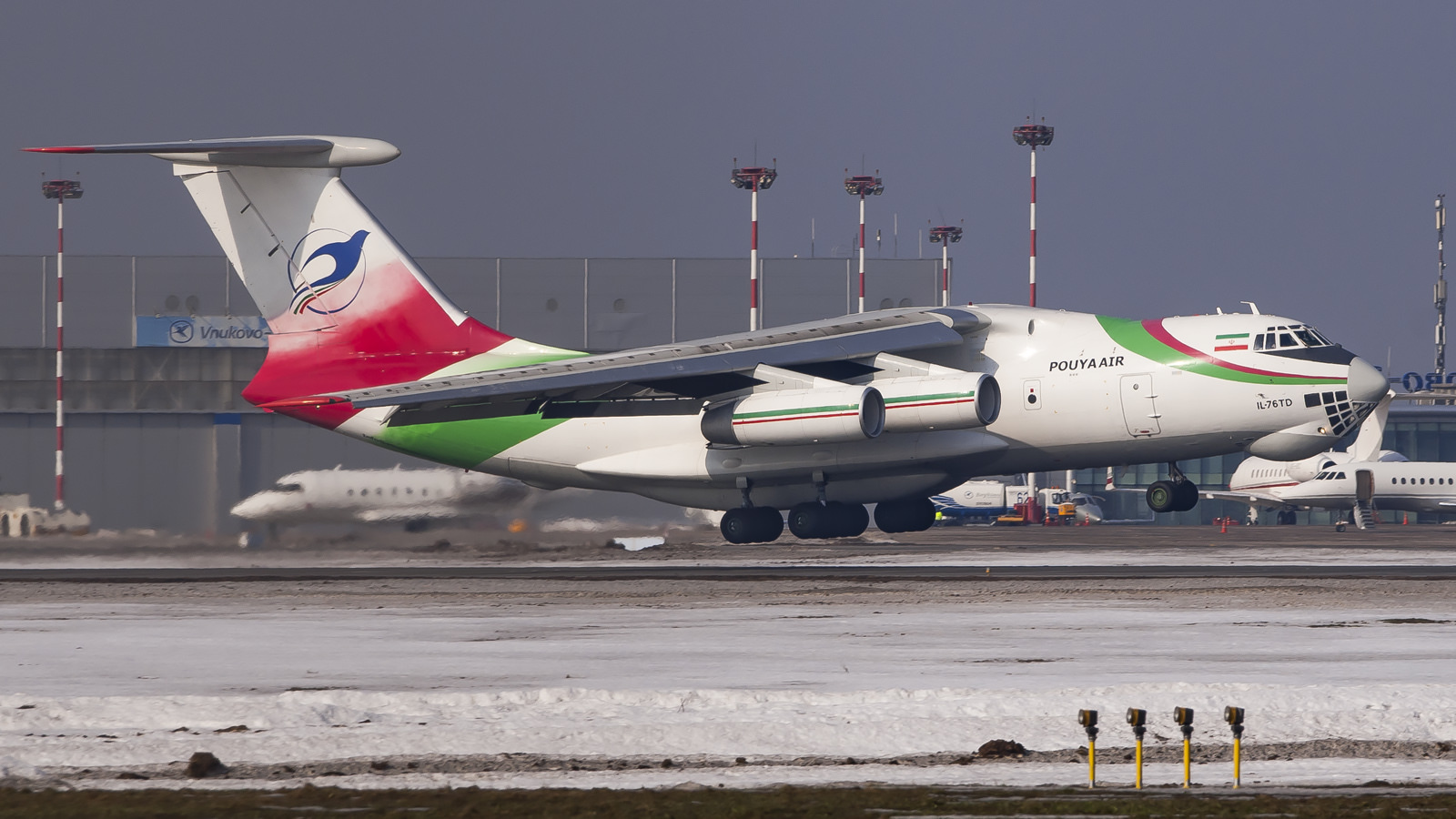
EP-PUS 2017 am Flughafen Moskau-Wnukowo

Pouya Air ist eine iranische Frachtfluggesellschaft mit Sitz in Teheran auf dem Flughafen Teheran-Mehrabad. Eigentümerin von Pouya Air ist die Pars Aviation Services Company (PASC).

## Geschichte
Die Frachtfluggesellschaft wurde 2000 zunächst unter dem Namen Qeshm Air (Luftfracht) gegründet, änderte dann den Namen 2006 in Pars Air, 2008 in Yas Air und 2012 in Pouya Air. Der Sicherheitsrat der Vereinten Nationen ordnet die Fluggesellschaft der Quds-Einheit der Iranischen Revolutionsgarde zu. Das US-Finanzministerium wirft Pouya Air vor, im Auftrag der Quds-Einheit weltweit illegale Fracht wie beispielsweise Waffen oder auch iranische Militärangehörige zu transportieren. Im Jahr 2011 transportierte Pouya Air zum Beispiel Waffen vom Iran nach Syrien, die jedoch von türkischen Sicherheitsbehörden abgefangen wurden. Im Rahmen des Russischen Überfalls auf die Ukraine 2022 wird Pouya Air verdächtigt, Waffen und Drohnen wie beispielsweise die HESA Shahed 136 oder die Qods Mohajer-6 nach Russland zu liefern.

## Flotte
Pouya Air besitzt mit Stand 2022 etwa zehn Flugzeuge:
- 3 Iljuschin Il-76TD (EP-PUL, EP-PUN, EP-PUS)[4]
- 1 Bombardier Challenger 604 (EP-PUB)[5]
- 6 Embraer ERJ-145 (EP-PUD, EP-PUE, EP-PUG, EP-PUI, EP-PUJ, EP-PUQ)[6]

## Ehemalige Flugzeugtypen
- 2 Antonow An-74 (EP-PUA, EP-PUC)[7]
- 1 Iljuschin Il-76 (EP-PUO)[8]